# Lukas Egertz Skaanes
Lukas Egertz Skaanes, född 20 augusti 1994 i Jönköping, är en svensk fäktare från klubben A6 Fäktning.
Lukas Egertz Skaanes var med i laget som vann lag-SM 2007, där också hans bror Oskar Egertz Skaanes ingick. Han vann ungdoms-SM 2009 individuellt.